# Пиримов, Гурбан Бахшали оглы
Гурба́н Бахшали́ оглы́ Пири́мов (азерб. Qurban Baxşəli oğlu Pirimov; октябрь 1880, Гюлаблы — 29 августа 1965, Баку) — азербайджанский тарист, музыкант, заслуженный артист Азербайджанской ССР (1929 год), народный артист Азербайджанской ССР (1931 год).

## Биография
Родился в октябре 1880 года в Карабахе, в горном селении Абдалгюлаблы, Шушинского уезда в семье внука карабахского ашуга XVIII века Валеха. 

### Образование
Первое образование получил в русско-азербайджанской школе в Шуше.
Музыкальный талант проявился у него в раннем возрасте: в 13 лет он становится учеником известного тариста Садыхджана, создателя современного тара.

### Деятельность
В 1905 году в Гяндже, известный ханенде Джаббар Карягды оглы, услышав исполнение Гурбана, предложил ему выступать вместе. Так Гурбан Пиримов вошёл в трио, и стал выступать вместе с Джаббаром Карягдыоглы и Сашей Оганезашвили. Это трио имело огромный успех, принеся им известность далеко за пределами Кавказа.
Творчество Г. Пиримова также было тесно связано с национальной оперой. Так, он принимал участие в оркестре на постановке первой азербайджанской оперы «Лейли и Меджнун». Гурбан Пиримов проработал в Азербайджанском театре оперы и балета с момента его образования и до конца жизни, почти 40 лет.
В 1910 и в 1912 годах Гурбан Пиримов, Саша Оганезашвили и Джаббар Карягдыоглы были приглашены компанией «Спорт-рекорд», и в Варшаве, Москве и Риге их творчество было записано на грампластинки. В эти записи вошли, мугамы и теснифы кроме этого было записано несколько сольных выступлений Гурбана Пиримова.
В 1929 году Гурбан Пиримов удостоен почётного звания заслуженного артиста Азербайджанской ССР, а в 1931 году народного артиста республики.
В 1938 и 1939 годах успешно выступал в Москве на декаде азербайджанского искусства и на всесоюзном смотре исполнителей народных инструментов.
В годы Великой Отечественной войны Гурбан Пиримов наряду с другими артистами выступал перед солдатами и перед ранеными в госпиталях.
Гурбан Пиримов также занимался преподавательской деятельностью. Среди его учеников можно отметить народных артистов Азербайджанской ССР Бахрама Мансурова, Габиба Байрамова и Сарвара Ибрагимова.
Скончался 29 августа 1965 года в Баку. Похоронен на 1-й Аллее почётного захоронения в Баку.

## Семья
Гурбан Пиримов был женат на Набат ханум Агалар гызы, у них было четверо детей: Аскер, Сара, Тамара, Аделя. Сара Пиримова вышла замуж за Мирза Ибрагимова, у пары родилась дочь — Севда Ибрагимова, азербайджанский композитор, народная артистка Азербайджана.

## Награды
- орден «Знак Почёта» (17.04.1938) — за выдающиеся заслуги в деле развития азербайджанского оперного искусства, азербайджанской музыки, песни и танцев

- Выездной музыкальный меджлис в Ленкоране. 1908 год. Сидят в центре Джаббар Каръягдыоглы и Гурбан Пиримов.
- Гурбан Пиримов (в центре) в составе мугамного трио.